# BD-10°3166 b
BD-10°3166 b es un planeta extrasolar a aproximadamente 218 años luz lejanos a la tierra en la constelación de Crater. Este planeta también llamado tipo "hot Jupiter" ("Jupiter caliente"), tiene una òrbita muy cercana a su estrella.